# Ghasem Rezaei
Ghasem Gholamreza Rezaei (in persiano قاسم رضايى‎; Amol, 18 agosto 1985) è un lottatore iraniano, campione olimpico nella categoria 96 kg (lotta greco-romana) a Londra 2012, vincitore del bronzo a Rio 2016.

## Palmarès
- Giochi olimpici

Londra 2012: oro nei 96 kg.
Rio de Janeiro 2016: bronzo nei 98 kg.
- Mondiali

Baku 2007: bronzo nei 96 kg.
Tashkent 2014: bronzo nei 96 kg.
Las Vegas 2015: argento nei 96 kg.
- Campionati asiatici di lotta

Almaty 2006: bronzo nella categoria fino a 84 kg.
Biškek 2007: oro nella categoria fino a 96 kg.
Jeju 2008: oro nella categoria fino a 96 kg.